# 6201 Ichiroshimizu
6201 Ichiroshimizu este un asteroid din centura principală de asteroizi.

## Descriere
6201 Ichiroshimizu este un asteroid din centura principală de asteroizi. A fost descoperit pe 16 aprilie 1993 la Kitami de Kin Endate și Kazuro Watanabe. Asteroidul prezintă o orbită caracterizată de o semiaxă mare de 2,58 ua, o excentricitate de 0,17 și o înclinație de 5,0° în raport cu ecliptica.